# Claire Hamilton
Claire Hamilton (ur. 31 stycznia 1989 w Dumfries) – szkocka curlerka, brązowa medalistka Zimowych Igrzysk Olimpijskich 2014, mistrzyni świata z 2013, mistrzyni Europy z 2011. W latach 2011–2014 grała jako otwierająca w zespole Eve Muirhead.
Jako rezerwowa Hamilton wystąpiła w turnieju curlingowym na Zimowej Uniwersjadzie 2011. Wystąpiła łącznie w 8 meczach, w tym w fazie finałowej. Szkotki pod przewodnictwem Anny Sloan w półfinale pokonały 11:4 zespół Japonek (Sayaka Yoshimura) i zdobyły złote medale zwyciężając w finale 7:6 nad Rosjankami (Anna Sidorowa).
Zespół Sloan triumfował w rywalizacji krajowej w 2010/2011 i uczestniczył w Mistrzostwach Świata 2011. W turnieju Hamilton zagrywała kamienie jako trzecia, wcześniej zaś była otwierającą. Szkotki z bilansem 4 wygranych i 7 porażek uplasowały się na 9. miejscu.
W sezonie 2011/2012 Claire dołączyła do odmłodzonego zespołu Muirhead i zagrała w grudniowych Mistrzostwach Europy. Szkotki awansowały do fazy play-off. W drodze do finału pokonały Rosjanki (Anna Sidorowa) i Dunki (Lene Nielsen). Ostatecznie stanęły na najwyższym stopniu podium wygrywając 8:2 nad Szwedkami (Margaretha Sigfridsson). W MŚ 2012 ekipa Muirhead zajęła 6. pozycję. Pod koniec roku, w grudniowych Mistrzostwach Europy w górnym meczu Page play-off reprezentacja Szkocji pokonała gospodynie (Margaretha Sigfridsson) i znalazła się w finale. Obrończynie złotych medali przegrały ostatni mecz wynikiem 5:6 na korzyść Rosji (Anna Sidorowa). W półfinale MŚ 2013 Szkotki pokonały po przejęciu ostatniego enda Kanadyjki (Rachel Homan). Turniej Szkotki zakończyły zdobyciem złotych medali, triumfowały w meczu finałowym przeciwko Szwecji (Margaretha Sigfridsson) 6:5.
Szkotki kontynuowały dobrą grę w Mistrzostwach Europy 2013, w Round Robin nie odniosły porażki. Górny mecz Page play-off przeciwko Szwajcarii (Mirjam Ott) wygrały wysoko (10:3). Sięgnęły po srebrne medale ulegając w ostatnim spotkaniu Szwedkom (Margaretha Sigfridsson).
Dobrze grająca drużyna Muirhead została powołana na Zimowe Igrzyska Olimpijskie 2014. Z bilansem 5 wygranych i 4 przegranych meczów Brytyjki awansowały do półfinału, w którym przegrały 4:6 na rzecz Kanady (Jennifer Jones). W meczu o 3. miejsce zwyciężyły 6:5 nad Szwajcarkami (Mirjam Ott).
W maju 2014 ogłosiła odejście z zespołu Eve Muirhead.

## Wielki Szlem
| Turniej                | 2011/2012 | 2012/2013 | 2013/2014 |
| ---------------------- | --------- | --------- | --------- |
| Autumn Gold            | x         | A         | W         |
| Manitoba Lotteries     | A         | A         | x         |
| Colonial Square        | A*        | x         | A         |
| Masters                | QF*       | SF        | F         |
| Players’ Championships | x         | W         | QF        |

| —  | = turniej nie odbył się                                  |
| A  | = nie uczestniczyła                                      |
| x  | = nie zakwalifikowała się do fazy finałowej              |
| QF | = ćwierćfinał                                            |
| SF | = półfinał                                               |
| F  | = finał                                                  |
| W  | = zwycięstwo                                             |
| *  | = turniej niezaliczany wówczas do cyklu Wielkiego Szlema |

## Drużyna
|           | Czwarta      | Trzecia         | Druga       | Otwierająca     |
| --------- | ------------ | --------------- | ----------- | --------------- |
| 2011/2014 | Eve Muirhead | Anna Sloan      | Vicki Adams | Claire Hamilton |
| 2010/2011 | Anna Sloan   | Claire Hamilton | Vicki Adams | Rhiann MacLeod  |